# Phytohémagglutinine

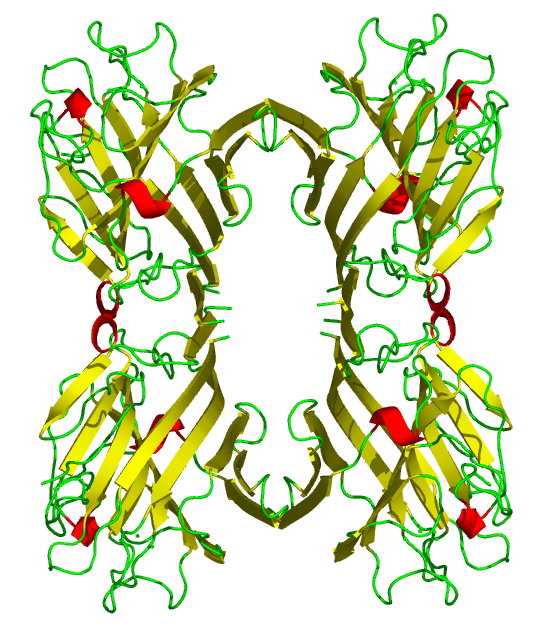
Représentation 3D de la phytohémagglutinine (PHA-L).

La phytohémagglutinine, ou phasine (PHA) est une lectine présente chez les plantes, particulièrement chez les légumineuses, notamment les haricots.
Cette substance a de nombreux effets physiologiques et est utile en recherche médicale. À haute dose, c'est une toxine. 

## Aspects biochimiques
La phytohémagglutinine est formée de deux protéines apparentées, appelées leucoagglutinines (PHA-L) et PHA-E. 

Les lettres E et L rappellent le fait que ces protéines agglutinent, respectivement, les érythrocytes et les leucocytes.
On en trouve les plus fortes concentrations chez les haricots rouges et chez certains haricots blancs, on en trouve aussi, en plus faible quantité chez divers types de  haricots verts et chez d'autre variétés de Phaseolus vulgaris, ainsi que dans les  fèves (Vicia faba). 

## Toxicologie
La lectine a de nombreux effets sur le métabolisme cellulaire : 
- elle induit la mitose : en recherche médicale, elle est utilisée comme mitogène pour déclencher la division cellulaire des T-lymphocytes, et pour activer des VIH-1 latents des lymphocytes périphériques humains ; la PHA-L est également utilisée en neurosciences pour suivre le chemin des  axone sensitifs des neurones ;
- elle affecte les propriétés des membranes cellulaires au regard du transport et de la perméabilité aux protéines ;
- elle agglutine les globules rouges chez la plupart des mammifères.

Par ses effets toxiques, elle peut provoquer des empoisonnements chez les animaux monogastriques, y compris chez l'homme, à la suite de la consommation de haricots rouges crus ou mal préparés. 
Mesurée en unités d'hémagglutination (hau), le haricot rouge cru contient jusqu'à 70 000 hau. ce taux peut être réduit d'un facteur 200 par une cuisson adaptée (en les faisant bouillir au minimum dix minutes). Une cuisson à seulement 80 °C peut remonter le taux d'un facteur cinq.
Remarque : les haricots contiennent aussi un facteur inhibiteur de l'α-amylase[réf. nécessaire].
L'intoxication peut être consécutive à l'ingestion de cinq haricots crus seulement, avec de premiers symptômes apparaissant en trois heures. Ils commencent par des nausées puis des vomissements, qui peuvent être graves et soutenus, puis de la diarrhée. Le rétablissement demande quatre à cinq heures, en général sans qu'aucune intervention médicale ne soit nécessaire.